# Liste der Nummer-eins-Hits in den USA (1949)
Dies ist eine Liste der Nummer-eins-Hits in den von Billboard ermittelten Best-Sellers-in-Stores-Charts (Verkaufscharts) in den USA im Jahr 1949. In diesem Jahr gab es zehn Nummer-eins-Singles und sechs Nummer-eins-Alben.

## Singles
| ← 1948 ← | Liste der Nummer-eins-Hits in den USA | Liste der Nummer-eins-Hits in den USA                                       | Liste der Nummer-eins-Hits in den USA                                  | 1950 →                    |
| \| Zeitraum \| Wo. ges. \| Interpret \| Titel Autor(en) \| Zusätzliche Informationen \| \| (Zeitraum, Wochen auf Platz eins, Interpret, Titel, Autor[en], zusätzliche Informationen) \| \| \| \| \| \| ----------------------------------------------------------------------------------------- \| -------- \| --------------------------------------------------------------------------- \| ------------------------------------------------------------------------- \| ------------------------- \| \| 6. November 1948 – 7. Januar 1949 9 Wochen (insgesamt 10) \| 10 \| Dinah Shore & Her Happy Valley Boys \| Buttons and Bows[1] Jay Livingston, Ray Evans \| - \| \| 8. Januar 1949 – 14. Januar 1949 1 Woche (insgesamt 1) \| 1 \| Spike Jones & his City Slickers with George Rock \| All I Want for Christmas (Is My Two Front Teeth)[2] Donald Yetter Gardner \| - \| \| 15. Januar 1949 – 21. Januar 1949 1 Woche (insgesamt 10) \| 10 \| Dinah Shore & Her Happy Valley Boys \| Buttons and Bows Jay Livingston, Ray Evans \| - \| \| 22. Januar 1949 – 11. März 1949 7 Wochen (insgesamt 7) \| 7 \| Evelyn Knight & The Stardusters \| A Little Bird Told Me[3] Harvey Oliver Brooks \| - \| \| 12. März 1949 – 25. März 1949 2 Wochen (insgesamt 2) \| 2 \| Blue Barron & His Orchestra \| Cruising Down the River[4] Eily Beadell, Neil Tollerton \| - \| \| 26. März 1949 – 13. Mai 1949 7 Wochen (insgesamt 7) \| 7 \| Russ Morgan & His Orchestra \| Cruising Down the River[5] Eily Beadell, Neil Tollerton \| - \| \| 14. Mai 1949 – 29. Juli 1949 11 Wochen (insgesamt 11) \| 11 \| Vaughn Monroe & His Orchestra \| Riders in the Sky (A Cowboy Legend)[6] Stan Jones \| - \| \| 30. Juli 1949 – 2. September 1949 5 Wochen (insgesamt 5) \| 5 \| Perry Como with Mitchell Ayres & His Orchestra \| Some Enchanted Evening[7] Richard Rodgers, Oscar Hammerstein \| - \| \| 3. September 1949 – 30. September 1949 4 Wochen (insgesamt 4) \| 4 \| Vic Damone with Glenn Osser & His Orchestra \| You’re Breaking My Heart[8] Pat Genaro, Sunny Skylar \| - \| \| 1. Oktober 1949 – 25. November 1949 8 Wochen (insgesamt 8) \| 8 \| Frankie Laine & Judd Conlon’s Rhythmaires with Harry Geller & His Orchestra \| That Lucky Old Sun[9] Beasley Smith, Haven Gillespie \| - \| \| 26. November 1949 – 6. Januar 1950 6 Wochen (insgesamt 6) \| 6 \| Frankie Laine & The Muleskinners \| Mule Train[10] Johnny Lange, Hy Heath, Fred Glickman \| - \| |                                       |                                                                             |                                                                        |                           |
| ← 1948 |                                       |                                                                             |                                                                        | → 1950 →                  |
| Zeitraum | Wo. ges.                              | Interpret                                                                   | Titel Autor(en)                                                        | Zusätzliche Informationen |
| (Zeitraum, Wochen auf Platz eins, Interpret, Titel, Autor[en], zusätzliche Informationen) |                                       |                                                                             |                                                                        |                           |
| 6. November 1948 – 7. Januar 1949 9 Wochen (insgesamt 10) | 10                                    | Dinah Shore & Her Happy Valley Boys                                         | Buttons and Bows Jay Livingston, Ray Evans                             | -                         |
| 8. Januar 1949 – 14. Januar 1949 1 Woche (insgesamt 1) | 1                                     | Spike Jones & his City Slickers with George Rock                            | All I Want for Christmas (Is My Two Front Teeth) Donald Yetter Gardner | -                         |
| 15. Januar 1949 – 21. Januar 1949 1 Woche (insgesamt 10) | 10                                    | Dinah Shore & Her Happy Valley Boys                                         | Buttons and Bows Jay Livingston, Ray Evans                             | -                         |
| 22. Januar 1949 – 11. März 1949 7 Wochen (insgesamt 7) | 7                                     | Evelyn Knight & The Stardusters                                             | A Little Bird Told Me Harvey Oliver Brooks                             | -                         |
| 12. März 1949 – 25. März 1949 2 Wochen (insgesamt 2) | 2                                     | Blue Barron & His Orchestra                                                 | Cruising Down the River Eily Beadell, Neil Tollerton                   | -                         |
| 26. März 1949 – 13. Mai 1949 7 Wochen (insgesamt 7) | 7                                     | Russ Morgan & His Orchestra                                                 | Cruising Down the River Eily Beadell, Neil Tollerton                   | -                         |
| 14. Mai 1949 – 29. Juli 1949 11 Wochen (insgesamt 11) | 11                                    | Vaughn Monroe & His Orchestra                                               | Riders in the Sky (A Cowboy Legend) Stan Jones                         | -                         |
| 30. Juli 1949 – 2. September 1949 5 Wochen (insgesamt 5) | 5                                     | Perry Como with Mitchell Ayres & His Orchestra                              | Some Enchanted Evening Richard Rodgers, Oscar Hammerstein              | -                         |
| 3. September 1949 – 30. September 1949 4 Wochen (insgesamt 4) | 4                                     | Vic Damone with Glenn Osser & His Orchestra                                 | You’re Breaking My Heart Pat Genaro, Sunny Skylar                      | -                         |
| 1. Oktober 1949 – 25. November 1949 8 Wochen (insgesamt 8) | 8                                     | Frankie Laine & Judd Conlon’s Rhythmaires with Harry Geller & His Orchestra | That Lucky Old Sun Beasley Smith, Haven Gillespie                      | -                         |
| 26. November 1949 – 6. Januar 1950 6 Wochen (insgesamt 6) | 6                                     | Frankie Laine & The Muleskinners                                            | Mule Train Johnny Lange, Hy Heath, Fred Glickman                       | -                         |

## Alben
| ← 1948 ← | Liste der Nummer-eins-Alben in den USA | Liste der Nummer-eins-Alben in den USA                          | Liste der Nummer-eins-Alben in den USA | 1950 →                    |
| \| Zeitraum \| Wo. ges. \| Interpret \| Titel \| Zusätzliche Informationen \| \| (Zeitraum, Wochen auf Platz eins, Interpret, Titel, zusätzliche Informationen) \| \| \| \| \| \| ------------------------------------------------------------------------------ \| -------- \| --------------------------------------------------------------- \| ----------------------- \| ------------------------- \| \| 20. November 1949 – 21. Januar 1949 10 Wochen (insgesamt 35) \| 35 \| Bing Crosby \| Merry Christmas \| - \| \| 22. Januar 1949 – 28. Januar 1949 1 Woche (insgesamt 2) \| 2 \| Vaughn Monroe \| Vaughn Monroe Sings[11] \| - \| \| 29. Januar 1949 – 4. Februar 1949 1 Woche (insgesamt 1) \| 1 \| Frankie Carle \| Roses in Rhythm \| - \| \| 5. Februar 1949 – 11. Februar 1949 1 Woche (insgesamt 2) \| 2 \| Vaughn Monroe \| Vaughn Monroe Sings \| - \| \| 12. Februar 1949 – 18. März 1949 5 Wochen (insgesamt 6) \| 6 \| Original Motion Picture Soundtrack \| Words and Music[12] \| - \| \| 19. März 1949 – 25. März 1949 1 Woche (insgesamt 10) \| 10 \| Alfred Drake & Patricia Morison with The Original Broadway Cast \| Kiss Me Kate \| - \| \| 26. März 1949 – 1. April 1949 1 Woche (insgesamt 6) \| 6 \| Original Motion Picture Soundtrack \| Words and Music \| - \| \| 2. April 1949 – 3. Juni 1949 9 Wochen (insgesamt 10) \| 10 \| Alfred Drake & Patricia Morison with The Original Broadway Cast \| Kiss Me Kate \| - \| \| 4. Juni 1949 – 23. Dezember 1949 29 Wochen (insgesamt 69) \| 69 \| Mary Martin & Ezio Pinza with The Original Broadway Cast \| South Pacific[13] \| - \| \| 24. Dezember 1949 – 13. Januar 1950 3 Wochen (insgesamt 35) \| 35 \| Bing Crosby \| Merry Christmas \| - \| |                                        |                                                                 |                                        |                           |
| ← 1948 |                                        |                                                                 |                                        | → 1950 →                  |
| Zeitraum | Wo. ges.                               | Interpret                                                       | Titel                                  | Zusätzliche Informationen |
| (Zeitraum, Wochen auf Platz eins, Interpret, Titel, zusätzliche Informationen) |                                        |                                                                 |                                        |                           |
| 20. November 1949 – 21. Januar 1949 10 Wochen (insgesamt 35) | 35                                     | Bing Crosby                                                     | Merry Christmas                        | -                         |
| 22. Januar 1949 – 28. Januar 1949 1 Woche (insgesamt 2) | 2                                      | Vaughn Monroe                                                   | Vaughn Monroe Sings                    | -                         |
| 29. Januar 1949 – 4. Februar 1949 1 Woche (insgesamt 1) | 1                                      | Frankie Carle                                                   | Roses in Rhythm                        | -                         |
| 5. Februar 1949 – 11. Februar 1949 1 Woche (insgesamt 2) | 2                                      | Vaughn Monroe                                                   | Vaughn Monroe Sings                    | -                         |
| 12. Februar 1949 – 18. März 1949 5 Wochen (insgesamt 6) | 6                                      | Original Motion Picture Soundtrack                              | Words and Music                        | -                         |
| 19. März 1949 – 25. März 1949 1 Woche (insgesamt 10) | 10                                     | Alfred Drake & Patricia Morison with The Original Broadway Cast | Kiss Me Kate                           | -                         |
| 26. März 1949 – 1. April 1949 1 Woche (insgesamt 6) | 6                                      | Original Motion Picture Soundtrack                              | Words and Music                        | -                         |
| 2. April 1949 – 3. Juni 1949 9 Wochen (insgesamt 10) | 10                                     | Alfred Drake & Patricia Morison with The Original Broadway Cast | Kiss Me Kate                           | -                         |
| 4. Juni 1949 – 23. Dezember 1949 29 Wochen (insgesamt 69) | 69                                     | Mary Martin & Ezio Pinza with The Original Broadway Cast        | South Pacific                          | -                         |
| 24. Dezember 1949 – 13. Januar 1950 3 Wochen (insgesamt 35) | 35                                     | Bing Crosby                                                     | Merry Christmas                        | -                         |